# BNT 4
BNT 4 est une chaîne de télévision bulgare reprenant une sélection des émissions-phares de la télévision nationale bulgare. La chaîne voit le jour en 1999 sous le nom de TV Bulgaria, qu'elle conserve jusqu'en 2008, puis sous le nom de BNT Sat, puis BNT World jusqu'en 2018, où elle prend son nom actuel. 
Diffusée essentiellement par voie satellitaire, mais également par le biais de plusieurs réseaux câblés ou ADSL, elle s'adresse en priorité aux Bulgares de la diaspora ainsi qu'aux personnes manifestant de l'intérêt pour ce pays.
Les programmes de BNT 4 sont en grande partie issus de la première chaîne de télévision publique du pays, BNT 1, auxquels viennent s'ajouter quelques productions propres, notamment des émissions consacrées au folklore et des cours de bulgare. 
Chaîne de télévision généraliste, BNT 4 reprend en direct les principaux rendez-vous d'information de BNT 1, tels que le journal télévisé (Po sveta i ou nas), ou le talk-show du matin (Deniat zapotchva), mais également des variétés, des séries, des films, des émissions culinaires (Vreme za gotvene), des dessins animés (Yacko +), des documentaires et des émissions culturelles (Bibliotekata).